# Зникнення на 7-й вулиці
«Зникнення на 7-й вулиці» (англ. Vanishing on 7th Street) — американський фільм жахів з елементами постапокаліпсіса режисера Бреда Андерсона, головні ролі в якому виконали Гайден Крістенсен, Тенді Ньютон та Джон Легвізамо.

## Сюжет
Потойбічний морок охопив вулиці процвітаючого американського міста. Після настання світанку більшість жителів міста зникли без сліду. Ті, що вижили, збираються в барі, аби вирішити, куди ж їм податися далі і що робити. У кожного з них своя історія і свої проблеми, але потрібно терміново вживати заходів, щоб дістатися до іншого анклаву людей, адже до заходу сонця залишилося зовсім небагато часу.

## У ролях
- Гайден Крістенсен — Люк
- Тенді Ньютон — Розмарі
- Джон Легвізамо — Пол